# Matrilocalité
La matrilocalité est un principe de fonctionnement de certaines sociétés dans lesquelles, une fois le mariage contracté, le couple réside au domicile des parents de la mariée, par opposition à la patrilocalité, où il réside chez la famille du mari. Une forme proche est l'uxorilocalité, où le couple vient habiter dans le village de l'épouse, forme qui s'oppose à la virilocalité,. Souvent, les deux mots matrilocalité et uxorilocalité sont employés sans distinction.

## Cas connus
La matrilocalité est attestée chez les Iroquois, les Hopis en Arizona, la communauté Nair du Kerala (sud de l'Inde), les Moso du Yunnan et du Sichuan (sud-ouest de la Chine), et les Minangkabau de l'ouest de Sumatra. On la retrouve aussi dans une grande partie de l'Afrique bantoue, notamment dans la culture swahilie, par exemple aux Comores et sur l'île de Mayotte. 
Elle peut constituer une composante importante du matriarcat (avec la matrilinéarité). Elle n'est cependant pas forcément concomitante avec celles-ci[Quoi ?]. Les chercheurs Rivière et Boudon citent le cas de la société Ndembu, en Zambie, où la combinaison de la matrilocalité et d’une filiation patrilinéaire entraîne, selon eux, une grande disharmonie
Ce mode d'organisation familial crée de grandes familles claniques, le plus souvent composées de trois ou quatre générations vivant sous le même toit [réf. nécessaire].
Dans certaines communautés iroquoises, ce n'étaient pas seulement les femmes qui s’occupaient des enfants, mais aussi les oncles et les tantes de la famille du côté de la mère. Quand un couple s’unissait l’homme allait vivre dans la maison de son épouse, avec la mère, les tantes, les sœurs et leurs maris. Sa force de travail servait le clan de sa femme. Leurs enfants faisaient aussi partie de cette famille maternelle élargie, qui portait un nom comme clan de l’ours, de la tortue ou du castor. On parle donc d’une société matrilocale et matrilinéaire. La matrilocalité se retrouvait dans les sociétés horticoles.
Fréquemment, le mariage sans résidence commune est pratiqué, ce qui signifie que les époux vivent séparés, se voyant pendant leur temps libre. Les enfants nés de ces mariages sont élevés par les femmes du clan matrilinéaire. Le père n'a alors pas de rôle significatif dans l'éducation de ses propres enfants. Il en a par contre un dans celui des enfants de ses sœurs (nièces/neveux). En conséquence directe, la propriété est transmise de génération en génération, et dans l'ensemble, reste en grande partie non divisée. [réf. nécessaire]